# Castejón de Tornos
Castejón de Tornos är en kommun i Spanien.   Den ligger i provinsen Provincia de Teruel och regionen Aragonien, i den nordöstra delen av landet, 200 km öster om huvudstaden Madrid.